# Alluaudomyia
Alluaudomyia is een geslacht van stekende muggen uit de familie van de knutten (Ceratopogonidae).

## Soorten
- A. altalocei Delecolle & Rieb, 1989
- A. bellus (Coquillett, 1902)
- A. bertrandi Harant & Cellier, 1949
- A. footei Wirth, 1952
- A. gloriosa Kieffer, 1925
- A. hygropetrica Vaillant, 1954
- A. limosa Clastrier, 1961
- A. megaparamera Williams, 1957
- A. meridiana Clastrier, 1978
- A. mynistensis Remm, 1979
- A. needhami Thomsen, 1935
- A. paraspina Wirth, 1952
- A. parva Wirth, 1952
- A. quadripunctata (Goetghebuer, 1934)
- A. riparia Clastrier, 1978
- A. siebenschwabi Havelka, 1982
- A. sitictipennis Wirth, 1952
- A. splendida (Winnertz, 1852)
- A. tiberghieni Neveu, 1978
- A. variegata (Glick and Mullen, 1982)
- A. wirthi Williams, 1957